# جورج إيغرتون
ماري شافيليتا دان برايت (بالإنجليزية: Mary Chavelita Dunne Bright) المعروفة باسمها الأدبي: جورج إيغرتون (بالإنجليزية: George Egerton) (14 ديسمبر 1859 في أستراليا - 12 أغسطس 1945، لندن في المملكة المتحدة)؛ كاتِبة، مسرحية، مترجمة، نسوية وروائية أسترالية-أيرلندية-بريطانية.